# Notorious (sång)
Notorious, singel av Duran Duran, utgiven 20 oktober 1986. Det var den första singeln från albumet Notorious och blev gruppens sista stora hit under 1980-talet.

## Låtlista
7" Singel
1. "Notorious" (45 Mix) - 3:58
2. "Winter Marches On" - 3:25

12" Singel (12 DDN 45)
1. "Notorious" (Extended Mix) - 5:14
2. "Notorious" (45 Mix) - 3:58
3. "Winter Marches On" - 3:25

12" Singel (12 DDNX 45)
1. "Notorious" (The Latin Rascals Mix) - 6:23
2. "Notorious" (45 Mix) - 3:58
3. "Winter Marches On" - 3:25

CD-singel (Inkluderad i Singles Box Set 1986-1995)
1. "Notorious" (45 Mix) - 3:58
2. "Winter Marches On" - 3:25
3. "Notorious" (Extended Mix) - 5:14
4. "Notorious" (The Latin Rascals Mix) - 6:23

## Listplaceringar
| Lista (1986-1987) | Topplacering |
| ----------------- | ------------ |
| Frankrike         | 37           |
| Nederländerna     | 6            |
| Norge             | 4            |
| Nya Zeeland       | 6            |
| Schweiz           | 4            |
| Storbritannien    | 7            |
| Sverige           | 2            |
| Österrike         | 14           |

### Fotnoter
1. ↑  ”Listplacering”. http://lescharts.com/showitem.asp?interpret=Duran+Duran&titel=Notorious&cat=s. Läst 17 september 2011.
2. ↑  ”Listplacering”. http://dutchcharts.nl/showitem.asp?interpret=Duran+Duran&titel=Notorious&cat=s. Läst 17 september 2011.
3. ↑  ”Listplacering”. http://norwegiancharts.com/showitem.asp?interpret=Duran+Duran&titel=Notorious&cat=s. Läst 17 september 2011.
4. ↑  ”Listplacering”. Arkiverad från originalet den 10 november 2012. https://web.archive.org/web/20121110161012/http://charts.org.nz/showitem.asp?interpret=Duran+Duran&titel=Notorious&cat=s. Läst 17 september 2011.
5. ↑  ”Listplacering”. http://hitparade.ch/showitem.asp?interpret=Duran+Duran&titel=Notorious&cat=s. Läst 17 september 2011.
6. ↑  ”Listplacering”. Arkiverad från originalet den 25 maj 2012. https://archive.is/20120525170144/http://www.chartstats.com/release.php?release=13608. Läst 17 september 2011.
7. ↑  ”Listplacering”. http://swedishcharts.com/showitem.asp?interpret=Duran+Duran&titel=Notorious&cat=s. Läst 17 september 2011.
8. ↑  ”Listplacering”. http://austriancharts.at/showitem.asp?interpret=Duran+Duran&titel=Notorious&cat=s. Läst 17 september 2011.